# Ius sanguinis
Ius sanguinis (lat., v překladu „právo krve“) je právní zásada, podle které dítě nabývá státní občanství toho státu, jehož státními občany jsou i jeho rodiče, resp. alespoň jeden z nich. Převažuje na území Evropy, Afriky a Asie, naopak na americkém kontinentu uznávána není. Jejím protikladem je zásada ius soli.
Tato zásada se uplatňuje také v České republice, ius soli přichází na řadu jen tehdy, pokud jsou oba rodiče apatridy nebo pokud je dítě mladší tří let nalezeno na českém území a jeho rodiče jsou neznámí.